# Partido Laborista Islámico Egipcio
El Partido Laborista Islámico Egipcio ("Labour Party"; en árabe: Hizb Al-'Amal Al-Islamiy حزب العمل الإسلامي‎) es un partido político islamista egipcio. Actualmente se encuentra suspendido.

## Plataforma
La plataforma política del partido propugna:
- Establecimiento de un sistema económico basado en la Sharia islámica.
- Protección de la industria national.
- Distribución equitativa de la inversión entre las gobernaciones de Egipto.
- Unificación los estados de Egipto, Sudán y Libia.
- Liberación de los Territorios Palestinos ocupados.
- Promoción de los lazos con los países en desarrollo.[1]

## Ideología política
El partido, fundado el 9 de septiembre de 1978 por Ibrahim Shoukry y otros, fue originalmente un partido socialista.
A partir de 1986, el partido se ha visto afectado por cambios ideológicos profundos que lo transforman en un partido islamista. Este cambio se hizo patente por primera vez en la Quinta Conferencia del Partido de 1989, en un documento titulado "Reforma desde una perspectiva islámica".

## Las elecciones de 1990
El partido, así como algunos otros, se abstuvieron en esas elecciones con motivo de una enmienda a la Ley Electoral de 1972 que prohibía las listas unificadas, siendo que el Partido Laborista Socialista intentaba combinar la suya con aquella de la Hermandad Musulmana para fines electorales.

## Suspensión
El 20 de mayo de 2000, el Comité Egipcio para Asuntos de los Partidos Políticos (el comité responsable de autorizar la formación de partidos políticos en Egipto) decidió congelar las actividades del Partido Laborista y suspender su periódico al Shaab.  El Comité se refirió al artículo 17 de la Ley de Partidos Políticos que lo autoriza para suspender las actividades de un partido, como manera de impedir toda decisión o acto por parte de un partido contrario a los intereses superiores del país. El Comité fundamentó su decisión en la división en el seno de la dirección del partido, entre un grupo dirigido por Hamdi Ahmad, miembro del comité ejecutivo del partido y otro dirigido por Ahmad Idris. El Comité, en su resolución, se refirió al reclamo oficial presentado por miembros del partido con relación a la designación de un nuevo presidente del partido. Los dos mencionados miembros también solicitaron la suspensión de la publicación del periódico Al-Shaab y la congelación de las cuentas bancarias del partido. El presidente del Partido Laborista, Ibrahim Shoukry, describió estas demandas como ilegales.